# Carl Borin
Carl Borin, född Karl August Borin 29 februari 1864 i Hedvig Eleonora församling, Stockholm, död 27 september 1921 i Helsingborg, var en svensk skådespelare.

## Filmografi
- 1913 – Miraklet
- 1913 – Gränsfolken
- 1914 – Salomos dom
- 1914 – Prästen
- 1915 – Strejken
- 1919 – Hans nåds testamente
- 1921 – Cirkus Bimbini

### Fotnoter
1. ↑  ”Carl Borin”. Svensk Filmdatabas. http://sfi.se/sv/svensk-filmdatabas/Item/?type=PERSON&itemid=57638&ref=%2ftemplates%2fSwedishFilmSearchResult.aspx%3fid%3d1225%26epslanguage%3dsv%26searchword%3dcarl+borin%26type%3dPerson%26match%3dBegin%26page%3d1%26prom%3dFalse. Läst 20 oktober 2012.